# Вязовка (приток Дона)
Вязовка (Вязовня; устар. Вязовая) — река в Тульской и Липецкой областях. Впадает в Дон справа на 1708 км от устья в городе Данкове. Исток — северо-западнее посёлка Куркино. Длина — 56 км, площадь бассейна 563 км²..
На Вязовке расположены: Куркино, Лучки, Боголюбовка, Клешня — в Тульской области, Секирино, Барятино, Новики, Новопетровский, Хрущёвка, Хонино, Одоевщино, Ярославы, Пролетарский, Петровский, Апраксино, Натальино, Жуково, Городки, Спешнево-Ивановское, Хвощёвка, Пролетарский, Барановка, Данков — в Липецкой области.
На границе между Липецкой и Тульской областями (между Боголюбовкой и Клешнями) через Вязовку переброшен железнодорожный мост по линии Данков — Волово.

## Притоки
(км от устья)
- 32 км: река без названия, в 0,5 км к югу от с. Инихово (лв)
- Гнилая Клешня (пр)
- 50 км: Язовня (пр)

## ГТС

Часть ГТС на р. Вязовня

Между деревнями Одоевщино и Ярославы, которые разделяет река, в 1970-х годах было построено гидротехническое сооружение (плотина со шлюзами), предназначенное для защиты от подтопления города Данкова. В 2012 году была капитально отремонтирована после разрушительного паводка.
На созданном при объекте пруду разводится рыба.